# Athorybia
Athorybia är ett släkte av nässeldjur. Athorybia ingår i familjen Athorybiidae.
Kladogram enligt Catalogue of Life:
| Athorybia | \| \| Athorybia lucida \| \| \| \| \| \| Athorybia rosacea \| \| \| \| |
|           | \| \| Athorybia lucida \| \| \| \| \| \| Athorybia rosacea \| \| \| \| |
|           | Melophysa                                                              |
|           |                                                                        |
|           | Athorybia lucida                                                       |
|           |                                                                        |
|           | Athorybia rosacea                                                      |
|           |                                                                        |

|  | Athorybia lucida  |
|  |                   |
|  | Athorybia rosacea |
|  |                   |